# Diactis soleata
Diactis soleata är en mångfotingart som beskrevs av Loomis 1937. Diactis soleata ingår i släktet Diactis och familjen Schizopetalidae. Inga underarter finns listade i Catalogue of Life.